# Девочки Гилмор
«Де́вочки Ги́лмор» (англ. Gilmore Girls) — американский комедийно-драматический телесериал, созданный Эми Шерман-Паладино. Премьера состоялась 5 октября 2000 года на канале The WB, а финал 15 мая 2007 года на The CW.
В центре сюжета мать-одиночка Лорелай Виктория Гилмор и её дочь Лорелай «Рори» Ли Гилмор, которые живут в маленьком городке неподалёку от Хартворда, в штате Коннектикут.
В сериале раскрываются проблемы семьи, дружбы, любви, амбиций, образования, работы, рассказывается истории Лорелай, которая забеременела в возрасте 16 лет и позже стала совладельцем гостиницы «Стрекоза», и Рори: её переход в Чилтон и мечта стать иностранным корреспондентом, взаимоотношения со студентами Чилтона, позже Йельского университета, а также история трудных отношений Лорелай с богатыми родителями из высшего общества, Эмили и Ричардом Гилмор.
Хотя сериал никогда не достигал рейтинговых успехов, он был любим критиками. Шоу было несколько раз номинировано на премии «Эмми», «Золотой глобус», «Премию Гильдии киноактёров США», «Спутник» и т. д. В 2007 году Entertainment Weekly поместил сериал на 32 место в списке, и в том же году Time включил сериал в список «100 величайших телешоу всех времён».
В январе 2016 года Netflix объявил о возвращении сериала. Все четыре полуторачасовых эпизода мини-сериала Девочки Гилмор: Времена года, рассказывающих о жизни девочек Гилмор в один из четырёх времён года, стали доступны онлайн 25 ноября 2016 года через мультимедиа сервис потокового видео Netflix.

## Сюжет
Маленький живописный городок находящийся неподалёку от Хартфорда. С населением всего в девять тысяч человек, одним отелем, маленькими магазинчиками, несколькими ресторанами, средней школой, танцевальной студией, видеосалоном и единственным в городе светофором. Здесь и протекает жизнь одинокой молодой матери, тридцати двух лет, и её шестнадцатилетней дочери. Хотя на первый взгляд их можно принять за сестёр. Они лучшие подруги, разделяют практически всё — от взглядов на мир до вкусов на еду, музыку и кино. Картинка из жизни Лорелай и Рори очень насыщенна, непредсказуема и неординарна.
Мать и дочь делят имя Лорелай Гилмор. Главная героиня неоднократно повторяла: «Я терпела боль твоего рождения 11 часов, совсем одна. Имею же я право назвать тебя в честь такой героической женщины». И тут Лорелай Гилмор не ошиблась — только очень сильная женщина отважится на конфликт с влиятельными и богатыми родителями, отказавшись в 16 лет выйти замуж за отца её ребёнка, уйдёт из дома и начнёт самостоятельное плаванье сквозь омуты взрослой жизни, сохранив при этом неподражаемое чувство юмора, заразительный оптимизм и подростковую непринуждённость.

## История создания
Продюсер и автор сериала Эми Шерман-Палладино соединила в «Девочках Гилмор» проблемы поколений, знание культуры музыки, литературы и кино нашего времени с жизненными, весёлыми ситуациями.
«Девочек Гилмор» начали транслировать в 2000 году на американском канале Warner Brothers. С сентября 2006 года сериал поменял своего автора и продюсера Эми Шерман-Палладино (и её мужа Даниэля Палладино) на Дэвида С. Розенталя, а также и канал. В сентябре 2006 года Warner Brothers соединился с каналом UPN и теперь называется The CW Television Network (CW).
В 2006—2007 году в США показали последний 7-й сезон.
В январе 2016 года американская компания Netflix объявила о возвращении сериала. Лорен Грэм, Алексис Бледел, Скотт Паттерсон, Келли Бишоп, Шон Ганн и Кейко Аджена подтвердили своё участие в новом сезоне. Также к работе над сериалом вернулась создатель и продюсер Эми Шерман-Палладино и её муж Даниэль Палладино.
В настоящее время вышло четыре новых эпизода. Все четыре эпизода вышли 25 ноября 2016 года.

## Эпизоды
| Сезон | Серии | Серии | Даты показа      | Даты показа     | Даты показа |
| Сезон | Серии | Серии | Первая серия     | Последняя серия | Канал       |
| ----- | ----- | ----- | ---------------- | --------------- | ----------- |
| 1     | 21    | 21    | 5 октября 2000   | 10 мая 2001     | The WB      |
| 2     | 22    | 22    | 9 октября 2001   | 21 мая 2002     | The WB      |
| 3     | 22    | 22    | 24 сентября 2002 | 20 мая 2003     | The WB      |
| 4     | 22    | 22    | 23 сентября 2003 | 18 мая 2004     | The WB      |
| 5     | 22    | 22    | 21 сентября 2004 | 17 мая 2005     | The WB      |
| 6     | 22    | 22    | 13 сентября 2005 | 9 мая 2006      | The WB      |
| 7     | 22    | 22    | 26 сентября 2006 | 15 мая 2007     | The CW      |

## В ролях
- Лорен Грэм в роли Лорелей Гилмор: независимая, 30 летняя мать-одиночка, которая управляет местной гостиницей.
- Алексис Бледел в роли Рори Гилмор: не по годам развитая и целеустремленная единственная дочь Лорелай, которой в начале шоу было почти 16 лет.
- Мелисса Маккарти в роли Суки (Соки) Джеймс: веселая лучшая подруга Лорелай и шеф-повар/совладелец гостиницы.
- Кейко Аджина в роли Лейн Ким: лучшая подруга Рори, которая живёт тайной жизнью, бросая вызов своей строгой, религиозной матери, став рокершой.
- Яник Трусдейл в роли Мишеля Герард: сварливый консьерж-француз в гостинице Лорелай и Соки.
- Скотт Паттерсон в роли Люка Дэинс: ворчливый, но добросердечный владелец закусочной; друг Лорелай и Рори.
- Келли Бишоп в роли Эмили Гилмор: мама Лорелай и жена Ричарда, которая живёт как домохозяйка высшего общества.
- Эдвард Херрманн в роли Ричарда Гилмор: интеллектуальный отец Лорелай и муж Эмили, который работает в сфере страхования.
- Лиза Вэил в роли Пэрис Геллер: подруга и возможный заклятый враг Рори на протяжении старшей школы и колледжа.
- Джаред Падалеки в роли Дина Форестера: бойфренд Рори первые три сезона, который переехал в Старс Холлоу из Чикаго.
- Майло Вентимилья в роли Джесса Мариано: проблемный племянник Люка, который влюбляется в Рори и становится страстным, но недолговечным бойфрендом.
- Мэтт Зукри в роли Логана Ханцбергера: бойфренд Рори на протяжении трёх сезонов (5-7), студент Йеля, наследник издательской семьи.
- Шон Ганн в роли Кирка Глисона: причудливый житель Старс Холлоу, который работает на многих работах по всему городу.